# Vorm van het heelal
De vorm van het heelal is een informele naam voor een onderzoeksgebied binnen de natuurkundige kosmologie.
In dit onderzoeksgebied beschrijft men de meetkunde van het heelal met inbegrip van zowel de lokale meetkunde als de globale meetkunde. Losjes gesproken is het onderzoeksgebied verdeeld in kromming en topologie. Strikt genomen komt er meer bij kijken dan alleen deze deelgebieden.
Formeler gesproken onderzoekt men in de praktijk welke 3-variëteit overeenkomt met de ruimtelijke sectie in nevenbewegende coördinaten van de vierdimensionale ruimtetijd van het heelal.
Binnen de Friedmann-Lemaître-Robertson-Walker-metriek (FLRW) is volgens kosmologen de meest populaire vorm van het heelal, die overeenkomt met de observationele gegevens, het oneindige platte model, terwijl andere FLRW-modellen die overeenkomen met de waarnemingen, de Poincaré-dodecaëderruimte en de Picard-hoorn zijn.

## Inleiding

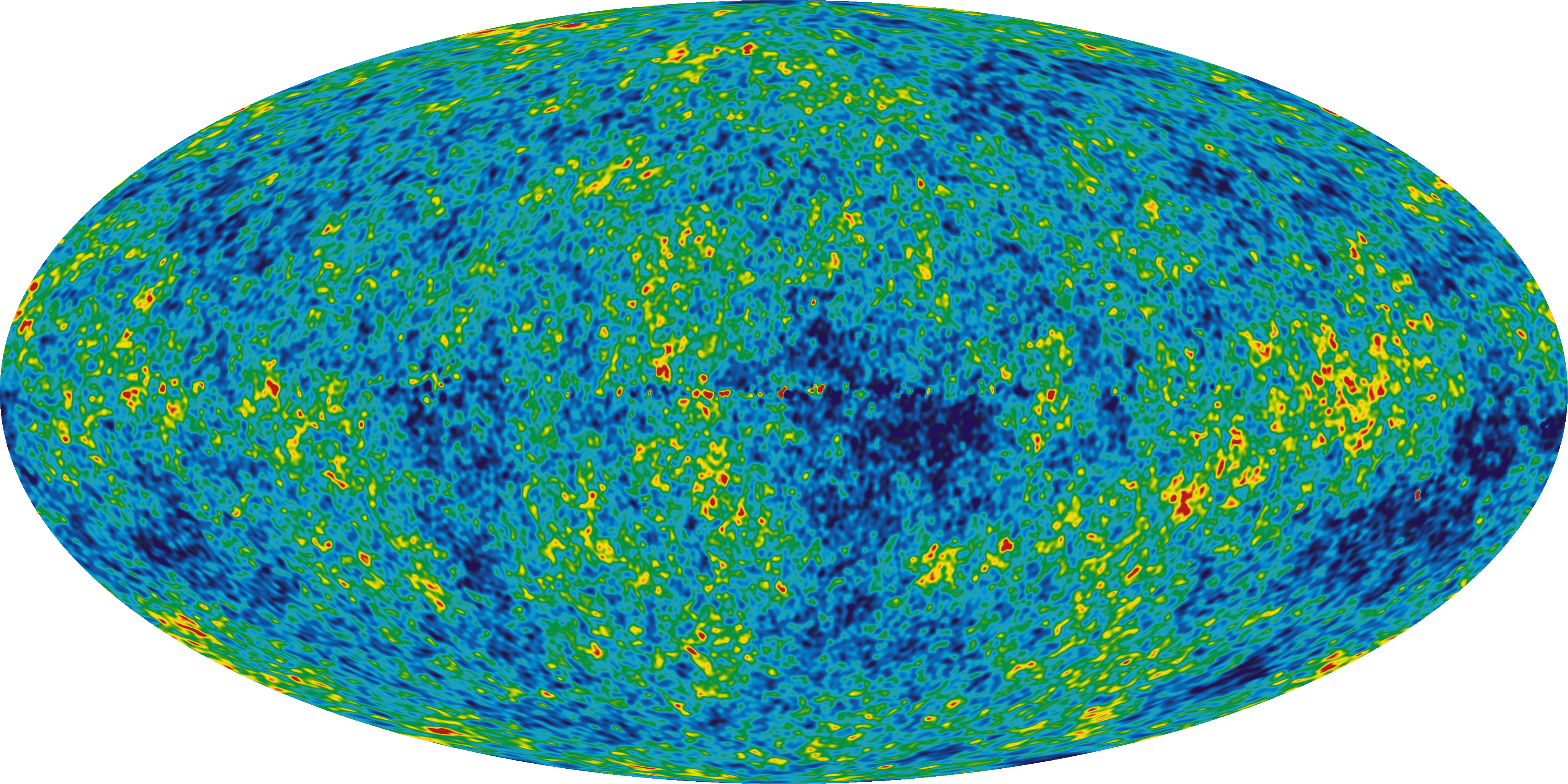
Een afbeelding van het heelal door het WMAP

Beschouwingen over de vorm van het heelal kunnen worden opgesplitst in twee delen. De lokale meetkunde betreft met name de meetkunde van het heelal op verschillende punten en houdt zich vooral met het waarneembaar heelal bezig, terwijl de globale meetkunde zich speciaal op de topologie van het heelal als geheel richt - die al dan niet binnen onze mogelijkheden ligt om deze te meten.
Kosmologen werken normaal gesproken met een gegeven ruimte-achtig stukje ruimtetijd, dat de nevenbewegende coördinaten wordt genoemd. In termen van waarneming is het gedeelte van de ruimtetijd dat kan worden waargenomen de achterwaarts gerichte lichtkegel (punten binnen de kosmische lichthorizon, die de tijd kregen om een bepaalde waarnemer te bereiken). Voor aanverwante zaken, zie afstandsmaat (kosmologie). De verwante term Hubble-volume kan worden gebruikt om de verleden lichtkegel te beschrijven of de nevenbewegende ruimte up to het oppervlak van de laatste verstrooiing te beschrijven. Vanuit het oogpunt van de speciale relativiteitstheorie is spreken van 'de vorm van het heelal (op een punt in de tijd)' ontologisch naïef. Dit vanwege de kwestie van de relativiteit van de gelijktijdigheid: men kan niet spreken van verschillende punten in de ruimte 'op hetzelfde punt in de tijd'. Daarom kan men ook niet spreken van de 'vorm van het heelal op een bepaald punt in de tijd'. Het bestaan van een voorkeursverzameling van nevenbewegende coördinaten is wel mogelijk en wordt in de hedendaagse natuurkundige kosmologie breed geaccepteerd.
Als het waarneembare heelal kleiner is dan het gehele universum (in sommige modellen is het waarneembare heelal vele orden van grootte of infinitesimaal kleiner dan het gehele universum), is het niet mogelijk om de globale structuur door waarneming te bepalen: de waarnemer wordt in zijn mogelijkheden ingeperkt, omdat hij maar een klein stukje ziet. Als omgekeerd het waarneembare heelal het gehele universum omvat, kan men de globale structuur wel door middel van observatie bepalen. Verder kan het universum in sommige dimensies klein zijn, maar in andere niet (zoals in een cilinder): als een kleine gesloten lus bestaat, zou men meervoudige afbeeldingen van objecten aan de nachthemel zien.

## Lokale meetkunde (ruimtelijke kromming)
De lokale meetkunde is de kromming die elk willekeurig punt in het waarneembare heelal beschrijft (over een voldoende grote schaal gemiddeld). Astronomische waarnemingen, zoals die van supernovae en de kosmische achtergrondstraling, laten zien dat het waarneembare heelal nagenoeg homogeen en isotroop is. Uit de waarnemingen leidt men af dat de uitdijing van het heelal versnelt.

### FLRW-model van het heelal
In de algemene relativiteitstheorie wordt dit gemodelleerd door de Friedmann-Lemaître-Robertson-Walker-metriek (FLRW). Dit model, dat kan worden weergegeven door de Friedmann-vergelijkingen, voorziet in een kromming (vaak aangeduid als meetkunde) van het heelal op basis van de wiskunde van de stromingsleer. Dat wil zeggen dat de materie binnen het universum als een perfecte vloeistof wordt gemodelleerd. Hoewel sterren en massastructuren in een 'bijna FLRW'-model kunnen worden geïntroduceerd, gebruikt men een strikt FLRW-model om de lokale meetkunde van het waarneembare heelal te benaderen.
Een andere manier om dit te zeggen is dat, wanneer alle vormen van donkere energie worden genegeerd, de kromming van het heelal kan worden bepaald door de gemiddelde dichtheid van de materie binnen het heelal te meten. Dit in de veronderstelling dat alle materie gelijkmatig verdeeld is (in plaats van in verstoringen die door 'dichte' objecten, zoals sterrenstelsels, worden veroorzaakt, voor te komen).
Deze veronderstelling wordt gerechtvaardigd door de waarnemingen dat het heelal algemeen gezien homogeen en isotroop is, terwijl het universum eigenlijk 'zwak' inhomogeen en anisotroop is (zie de grootschalige structuur van de kosmos).
Het homogene en isotrope heelal zorgt voor een ruimtelijke meetkunde met een constante kromming. Een aspect van de lokale meetkunde dat naar voren kwam uit de algemene relativiteitstheorie en het FLRW-model is dat de dichtheidsparameter, Omega (Ω), gerelateerd is aan de kromming van de ruimte. Omega is de gemiddelde dichtheid van het heelal gedeeld door de kritische energiedichtheid, dat wil zeggen die nodig is om te verzekeren dat het heelal vlak is (nulkromming).
De kromming van de ruimte is een wiskundige beschrijving van de vraag of de stelling van Pythagoras al of niet is geldig voor ruimtelijke coördinaten. In het laatste geval biedt het een alternatieve formule voor het uitdrukken van lokale relaties tussen afstanden:
- Als de kromming nul is, dan is Ω = 1 en is de stelling van Pythagoras juist;
- Als Ω > 1 is dan bestaat er een positieve kromming en
- Als Ω < 1 is dan bestaat er een negatieve kromming.

In elk van deze laatste twee gevallen gaat de stelling van Pythagoras niet op. Discrepanties zijn alleen detecteerbaar in driehoeken, waarvan de zijden een lengte op kosmologische schaal hebben (in meters een 1 met 26 nullen).
Als men de omtrekken van cirkels met steeds grotere diameters meet en de omtrek door de diameter deelt, geven alle drie meetkunden voor cirkels met kleine diameters een waarde π, maar, tenzij Ω = 1, gaat de verhouding voor grotere diameters afwijken:
- Voor Ω > 1 (de sfeer, zie diagram) is de verhouding kleiner dan π: inderdaad heeft een grootcirkel op een sfeer een omtrek die slechts tweemaal haar diameter is.
- Voor Ω < 1 stijgt de verhouding boven π uit.

Astronomische metingen van zowel de materie-energiedichtheid van het heelal als ruimtetijdintervallen door gebruik te maken van supernova's laten zien dat de ruimtelijke kromming van het heelal dicht bij nul moet liggen. De kromming kan zowel positief als negatief zijn. Hoewel de lokale meetkunde van de ruimtetijd wordt gegenereerd door de relativiteitstheorie gebaseerd op ruimtetijd-intervallen, betekent dit dat wij de driedimensionale ruimte door de Euclidische meetkunde kunnen benaderen.

### Mogelijke lokale geometrieën

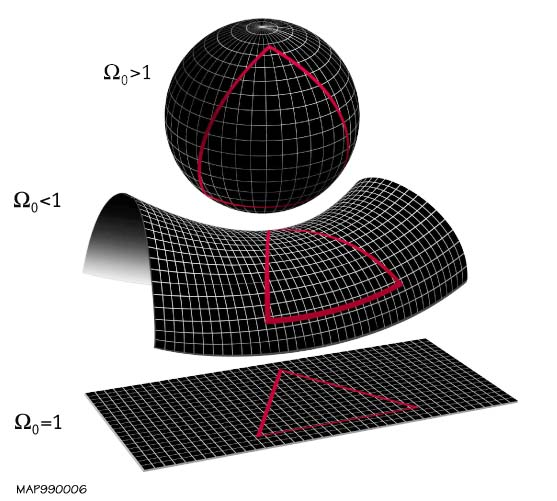
De lokale meetkunde van het heelal wordt bepaald door de vraag of Omega is minder dan, gelijk aan of groter dan 1. Van boven naar beneden: een bolvormig universum, een hyperbolische universum, en een vlak heelal

Er bestaan drie categorieën voor de mogelijke ruimtelijke meetkunde van constante kromming, afhankelijk van het teken van de kromming. Als de kromming precies nul is, dan is de lokale meetkunde vlak; als het positief is, dan is de lokale meetkunde bolvormig; als het negatief is, dan is de lokale meetkunde hyperbolisch.
De meetkunde van het heelal wordt meestal vertegenwoordigd in het systeem van nevenbewegende coördinaten, op grond waarvan de uitdijing van het heelal kan worden genegeerd. Nevenbewegende coördinaten vormen een enkel referentiekader, volgens welke het heelal een statische meetkunde van drie ruimtelijke dimensies heeft.
Onder de aanname dat het heelal homogeen en isotroop is, wordt de kromming van het waarneembare heelal, of van de lokale meetkunde, beschreven door een van de drie 'primitieve' meetkunden (in de wiskunde worden deze modelmeetkunden genoemd):
- driedimensionale vlakke Euclidische meetkunde, in het algemeen genoteerd als E3
- driedimensionale bolmeetkunde met een kleine kromming, vaak genoteerd als S3
- driedimensionale hyperbolische meetkunde met een kleine kromming

Zelfs als het universum niet precies ruimtelijk vlak is, is de ruimtelijke kromming dicht genoeg bij nul om de straal aan ongeveer de horizon van het waarneembare universum of daarbuiten te plaatsen.

## Globale meetkunde
Globale meetkunde heeft betrekking op de meetkunde, in het bijzonder de topologie, van het gehele heelal - zowel het waarneembare als het niet waarneembare gedeelte. Hoewel de lokale meetkunde de globale meetkunde niet volledig bepaalt, limiteert het wel de mogelijkheden, in het bijzonder wat betreft een meetkunde met een constante kromming. Voor deze discussie wordt ervan uitgegaan dat het heelal een geodetische variëteit is, die vrij is van topologische defecten. Het versoepelen van een van deze aannames compliceert de analyse aanzienlijk.
In het algemeen relateren stellingen in de Riemann-meetkunde de lokale aan de globale meetkunde. Wanneer de lokale meetkunde een constante kromming heeft, is de globale meetkunde, zoals beschreven in de Thurston-meetkunden, aan zware beperkingen onderhevig.
Een globale meetkunde wordt ook wel een topologie genoemd, aangezien een globale meetkunde een lokale meetkunde plus een topologie is. Maar deze terminologie is misleidend, omdat een topologie geen globale meetkunde geeft: een Euclidische 3-ruimte en een hyperbolische 3-ruimte hebben bijvoorbeeld dezelfde topologie, maar verschillende globale meetkunden.
Twee sterk overlappende onderzoeken binnen de studie van de globale meetkunde betreffen de vraag of het heelal:
- Oneindig in uitbreiding of, meer in het algemeen, compact is;
- Een enkelvoudig- of niet-enkelvoudig samenhangende topologie heeft.

### Detectie
Voor een vlakke ruimtelijke meetkunde is de schaal van enige eigenschappen van de topologie willekeurig en kunnen deze al of niet direct detecteerbaar zijn. Voor sferische en hyperbolische ruimtelijke meetkunden geeft de kromming een schaal (hetzij door gebruik te maken van de straal van de kromming of door haar inverse), een feit dat in 1824 door Carl Friedrich Gauss werd opgemerkt in een brief aan Franz Taurinus.
De kans om de topologie door directe waarneming te detecteren is afhankelijk van de ruimtelijke kromming: een kleine kromming van de lokale meetkunde, met een bijbehorende kromtestraal groter dan de waarneembare horizon, maakt de topologie moeilijk of onmogelijk te detecteren als de kromming hyperbolisch is. Een sferische geometrie met een kleine kromming (grote kromtestraal) maakt detectie niet moeilijk.
Analyse van gegevens uit de WMAP houdt in dat aan het oppervlak van de laatste verstrooiing de dichtheidsparameter van het heelal binnen ongeveer 2% van de waarde ligt, die ruimtelijke vlakheid vertegenwoordigt.

### Compactheid van de globale vorm
Formeel houdt de vraag of het heelal oneindig of eindig is in of het een onbegrensde of begrensde metrische ruimte is. Een oneindig heelal (onbegrensde metrische ruimte) betekent dat er punten zijn die willekeurig ver uit elkaar liggen: voor enige willekeurige afstand d, zijn er punten die zich ten minste d van elkaar bevinden. Een eindige universum is een begrensde metrische ruimte, waar sprake is van enige afstand d, zodanig dat alle punten zich binnen een afstand d van elkaar bevinden. De kleinste dergelijke d wordt de diameter van het heelal genoemd, in welk geval het heelal een goed gedefinieerd "volume" of "schaal" heeft.
Een compacte ruimte is een sterkere voorwaarde: in de context van Riemann-variëteiten is het gelijkwaardig aan begrensd en geodetisch volledig zijn. Als we aannemen dat het heelal geodetisch volledig is, dan zijn begrensdheid en compactheid door de stelling van Hopf-Rinow gelijkwaardig en zij worden dus door elkaar gebruikt, indien volledigheid wordt begrepen.
Als de ruimtelijke meetkunde sferisch is, is de topologie compact. Voor een vlakke of een hyperbolische ruimtelijke meetkunde kan de topologie ofwel compact ofwel oneindig zijn: de Euclidische ruimte is bijvoorbeeld vlak en oneindig, maar de torus is vlak en compact.
In kosmologische modellen (meetkundige 3-variëteiten) is een compacte ruimte ofwel een sferische meetkunde, of heeft een oneindige fundamentaalgroep (en wordt dus "vermenigvuldigsamenhangend", of meer strikt niet-enkelvoudig samenhangend genoemd), door algemene resultaten op meetkundige 3-variëteiten.
Compacte meetkunden kunnen worden gevisualiseerd door middel van gesloten geodeten: op een sfeer zal een rechte lijn, die zich ver genoeg in dezelfde richting uitstrekt, haar startpunt bereiken.
Merk op dat op een compacte meetkunde niet elke rechte lijn terugkomt naar haar startpunt. Een lijn met een irrationale helling op een torus komt bijvoorbeeld nooit terug bij zijn oorsprong. Omgekeerd kan een niet-compacte meetkunde gesloten geodeten hebben: op een oneindige cilinder, dat een niet-compacte vlakke meetkunde is, is een lus rondom de cilinder een gesloten geodeet.
Als de meetkunde van het universum niet compact is, dan is het heelal oneindig in uitgestrektheid met oneindige paden in een constante richting, die in het algemeen niet terugkeren bij het startpunt, en dan heeft de ruimte geen definieerbaar volume, zoals het Euclidische vlak.

### Open of gesloten heelal?
Als kosmologen over het heelal spreken als 'open' of 'gesloten', verwijzen zij meestal naar de vraag of de kromming negatief of positief is. Deze betekenissen van open en gesloten en de wiskundige betekenis geven aanleiding tot tweeslachtigheid, omdat deze termen ook kunnen verwijzen naar een gesloten variëteit, dat wil zeggen compact zonder begrenzing. Niet te verwarren is dit met een gesloten verzameling. Met de eerdere definitie kan een 'open heelal' ofwel een open variëteit, dat wil zeggen een heelal dat niet compact en zonder begrenzing is, ofwel een gesloten variëteit zijn, omdat een 'gesloten heelal' noodzakelijkerwijs een gesloten variëteit is.
In het Friedmann-Lemaître-Robertson-Walker-model (FLRW) wordt het heelal beschouwd als zijnde zonder begrenzing, in welk geval de term 'compact heelal' een universum zou kunnen beschrijven dat een gesloten variëteit is.
Het meest recente onderzoek toont aan dat zelfs de meest krachtige toekomstige experimenten (zoals SKA, Planck ..) niet in staat zullen zijn om onderscheid te maken tussen een vlak, een open- en een gesloten heelal als de werkelijke waarde van de kosmologische krommingsparameter kleiner is dan 10−4. Als de werkelijke waarde van de kosmologische krommingsparameter groter is dan 10−3 zouden wij op dit moment al in staat moeten zijn om onderscheid te maken tussen deze drie modellen.

### Vlak heelal
In een vlak heelal is de lokale kromming en de lokale meetkunde vlak. Er wordt algemeen aangenomen dat het wordt beschreven door een Euclidische ruimte, hoewel er een aantal ruimtelijke meetkunden zijn die vlak en begrensd in een of meer richtingen zijn (zoals bijvoorbeeld het oppervlak van een cilinder).
De alternatieve tweedimensionale ruimten met een Euclidische metriek zijn de cilinder en de Möbiusband, die in een richting begrensd zijn, maar niet in de andere, en de torus en de Klein-fles, die beide compact zijn.
In drie dimensies zijn er tien eindige gesloten vlakke 3-variëteiten, waarvan er zes oriënteerbaar en vier niet-oriënteerbaar zijn. Een daarvan is de 3-torus, gepopulariseerd als de donuttheorie van het universum.
Bij afwezigheid van donkere energie dijt een vlak heelal altijd maar uit, maar wel in een voortdurend vertragend tempo, waar de uitbreiding asymptotisch tot een bepaalde vaste waarde nadert. Met donkere energie zal de uitbreidingsvoet van het universum aanvankelijk vertragen, dit als gevolg van de invloed van de zwaartekracht, maar zal deze uiteindelijk toenemen. Het uiteindelijke lot van het heelal is hetzelfde als dat van een open heelal.

### Bolvormig universum
Een positief gekromd heelal wordt beschreven door de bolmeetkunde en kan beschouwd worden als een driedimensionale hypersfeer of een andere sferische 3-variëteit (zoals de Poincaré-dodecaëderruimte), die alle quotiënten van de 3-sfeer zijn.
Bij analyse van gegevens uit de Wilkinson Microwave Anisotropy Probe (WMAP) wordt gezocht naar meerdere back-to-back beelden van het verre heelal in de kosmische microgolfachtergrondstraling. Het is mogelijk om meerdere beelden van een bepaald object te observeren als het licht dat het object uitzendt genoeg tijd heeft gehad om een of meer complete rondjes door een begrensd universum af te leggen. De huidige resultaten en de analyse sluiten een begrensde globale meetkunde (dat wil zeggen een gesloten universum) niet uit, maar zij bevestigen dat de ruimtelijke kromming klein is, net als de ruimtelijke kromming van het oppervlak van de Aarde klein is in vergelijking tot een horizon van een duizendtal kilometer. Als het heelal begrensd is, zegt dit nog niets over het teken of het eventuele nulzijn van de kromming.
In een gesloten universum dat de afstotende werking van donkere energie ontbeert zal de zwaartekracht uiteindelijk de uitdijing van het heelal stoppen, waarna het heelal zal starten in te krimpen totdat alle materie in het waarneembare heelal instort tot een punt, een finale singulariteit, die naar analogie met de Big Bang wel de Big Crunch wordt genoemd. Als het heelal een grote hoeveelheid donkere energie bezit (zoals door recente bevindingen wordt gesuggereerd), dan kan de uitdijing van het heelal eeuwig doorgaan.
Zich baserend op analyses van de WMAP-data, focusten kosmologen zich gedurende de periode 2004-2006 op de Poincaré-dodecaëderruimte (PDS), maar hoorntopologieën (die hyperbolisch zijn) werden ook als verenigbaar met de data beschouwd.

### Hyperbolisch heelal
Een hyperbolische heelal wordt beschreven door een hyperbolische meetkunde en kan lokaal worden gezien als een driedimensionaal analogon van een oneindig uitgebreide zadelvorm. Er bestaat een verscheidenheid aan hyperbolische 3-variëteiten en hun classificatie is niet helemaal duidelijk. Voor een hyperbolische lokale meetkunde worden veel van de mogelijke driedimensionale ruimten informeel hoorntopologieën genoemd, vanwege de vorm van de pseudosfeer, een canoniek model van de hyperbolische meetkunde.

### Voorgestelde modellen
Er zijn verschillende modellen voor de globale meetkunde van het universum voorgesteld. In aanvulling op de primitieve meetkunden zijn twee van deze meetkunden:
- Poincaré-dodecaëderruimte, een positief gekromde ruimte, in de volksmond aangeduid als 'gevormd als een voetbal', aangezien het het quotiënt van de 3-sfeer met de binaire icosahedrale groep is, die dicht bij de icosahedrale symmetrie ligt, de symmetrie van een voetbal. De Poincaré-dodecaëderruimte werd in 2003 voorgesteld door Jean-Pierre Luminet en zijn collega's.
- Picard-hoorn, een negatief gekromde ruimte, in de volksmond aangeduid als 'trechtervormig' vanwege haar hoornmeetkunde.

## Voetnoten
1. ↑  (en)  Marek Demianski, Norma Sánchez, Yuri N. Parijskij, The early universe and the cosmic microwave background: theory and observations (Het vroege heelal en de kosmische microgolfachtergrond: theorie en waarnemingen), 130, in Topology of the universe and the cosmic microwave background radiation Springer, 2003, ISBN 1-402-01800-2, zie hier Samenvatting van pagina 161
2. ↑  (en)  Carl Friedrich Gauss, Werke 8, blz. 175-239, aangehaald en in het Engels vertaald door John Milnor (1982) Hyperbolische meetkunde:de eerste 150 jaar,' 'Bull. Amer. Math. Soc. (N.S.) 6 (1), p. 10.

Milnors vertaling van Gauss luidt als volgt:
"De veronderstelling dat de som van de drie hoeken [van een driehoek] kleiner is dan 180° leidt tot een meetkunde die heel anders is dan onze (Euclidische) meetkunde, maar die op zich volledig consistent is. Ik heb deze meetkunde naar tevredenheid voor mijzelf geconstrueerd. Ik kan elk probleem oplossen, behalve het vaststellen van een constante, die niet a priori kan worden vastgesteld. Hoe groter men deze constante kiest, des te dichter men de Euclidische meetkunde benadert.  Als de niet-Euclidische meetkunde de ware meetkunde was en als deze constante vergelijkbaar was met afstanden die we op aarde of in de hemelen kunnen meten, dan kan deze constante ook a posteriori worden bepaald. Vandaar dat ik soms voor de grap de wens heb geuit dat de Euclidische meetkunde niet waar is. Want dan zouden we een absolute a priori meeteenheid hebben."
3. ↑  Vorm van het heelal, WMAP website op NASA.
4. ↑  Aangezien het universum wordt verondersteld samenhangend te zijn, hoeven we het meer technische 'een open variëteit is er een zonder compacte component' niet aan te geven.
5. ↑  Mihran Vardanyan et al. Hoe vlak kan je krijgen?, een vergelijkend model perspectief op de kromming van het heelal